# Getik
Getik är ett vattendrag i Armenien. Det ligger i den centrala delen av landet, 80 kilometer nordost om huvudstaden Jerevan.
I omgivningarna runt Getik växer i huvudsak blandskog. Runt Getik är det ganska tätbefolkat, med 58 invånare per kvadratkilometer.